# 余敏 (检察官)
余敏（1953年—），重庆巴南人。女。
1990年，任四川省重庆市南桐矿区副区长。1997年，任四川省重庆市审计局局长、重庆市审计局局长。2004年，任重庆市国有资产监督管理委员会主任。2005年，任重庆市人民检察院副检察长。2008年，任重庆市人民检察院检察长。2017年1月，辞去重庆市人民检察院检察长职务。